# Serie B 2013-2014 (hockey su ghiaccio)
La Serie B 2013-2014 è stata organizzata dalla Federazione Italiana Sport del Ghiaccio e nasce dalle ceneri della vecchia Serie A2: dopo la riforma dei campionati del 2013, inizialmente la Serie B doveva infatti rappresentare il campionato cadetto e raccogliere le compagini italiane che avevano deciso di non iscriversi nella Inter-National-League (il campionato cadetto austriaco, nato l'anno prima e già diventato torneo sovranazionale per la partecipazione di squadre slovene) a cui andavano ad aggiungersi numerose squadre provenienti dalla vecchia Serie C.

Tuttavia, dopo l'idea della Federazione di validare i risultati ottenuti negli scontri diretti dei team italiani che si affrontavano in INL e di aggiungere un mini-torneo tra queste squadre per assegnare comunque il titolo di campione italiano della ex A2, la serie B divenne terzo livello del campionato italiano.

## Formazioni
Alle uniche due squadre rimaste della vecchia serie A2 (EV Bozen 84, che proprio in questa stagione cambierà denominazione in Old Weasels, e Pergine) partecipano alla Serie B anche l'Alleghe (non più iscritto in serie A dopo 47 stagioni consecutive a causa di problemi economici) e altre 8 squadre provenienti dalla vecchia Serie C oltre che una seconda squadra (l'HC Bolzano Junior) allestita (per obbligo della Federazione) dal Bolzano, emigrato anch'esso in Austria, ma nel massimo campionato austriaco. Sono quindi iscritte a questo campionato ben 12 formazioni.
| Alleghe Hockey    | Alleghe           | Stadio Alvise De Toni          | 2.500 |
| HC Bolzano Junior | Bolzano           | Palaonda                       | 7.220 |
| Old Weasels Bozen | Bolzano           | Pista da ghiaccio Sill         | 600   |
| HC Chiavenna      | Chiavenna         | Palaghiaccio di Chiavenna      | 450   |
| Hockey Como       | Como              | Palaghiaccio Casate            | 2.000 |
| Feltreghiaccio    | Feltre            | Palaghiaccio Feltre            | 1.000 |
| Aurora Frogs      | Ora               | Eisplatz Schwarzenbach         | 500   |
| Hockey Pergine    | Pergine Valsugana | Stadio del ghiaccio di Pergine | 2.500 |
| Adige Trento      | Trento            | Pala Ghiaie                    | 1.200 |
| HC Varese         | Varese            | PalAlbani                      | 1.500 |
| HC Val di Sole    | Malé              | Stadio del Ghiaccio Malé       | -     |
| HC Val Venosta    | Laces             | Palaghiaccio Laces/Latsch      | 400   |

## Formula
Il campionato ha inizio il 4 di ottobre. Il calendario prevede un girone all'italiana con gare di andata e ritorno, per un totale di 22 giornate. Le prime otto classificate accederanno ai playoff, con le serie dei quarti, semifinali e finale al meglio delle tre gare.
Così come nello scorso campionato di Serie C nella stagione regolare è possibile il pareggio fra due formazioni al termine del tempo regolamentare (l'overtime si disputa solo nei playoff). I punti attribuiti sono 2 (non 3 come negli altri livelli del campionato) per la vittoria, 1 per il pareggio, e 0 in caso di sconfitta. Alla squadra vincitrice del campionato è data la possibilità di essere promossa direttamente in Elite.A, saltando la Seconda Divisione.

## Stagione regolare

### Calendario
4 ottobre 2013 - 22 febbraio 2014
| 1ª          | giornata            | 12ª          |
| 5 ott. 2013 |                     | 21 dic. 2013 |
| 4-3         | Feltre-Chiavenna    | 4-2          |
| 10-0        | Ora-Val di Sole     | 10-1         |
| 2-4         | Pergine-Alleghe     | 2-2          |
| 2-1         | Trento-Old Weasels  | 4-6          |
| 1-2         | Val Venosta-Bolzano | 5-5          |
| 8-1         | Varese-Como         | 7-5          |

| 4ª           | giornata            | 15ª         |
| 26 ott. 2013 |                     | 4 gen. 2014 |
| 6-2          | Bolzano-Val di Sole | 6-3         |
| 0-9          | Chiavenna-Ora       | 2-19        |
| 1-2          | Feltre-Como         | 3-9         |
| 1-2          | Old Weasels-Alleghe | 0-5         |
| 1-6          | Val Venosta-Pergine | 2-5         |
| 6-5          | Varese-Trento       | 4-6         |

| 7ª           | giornata            | 18ª          |
| 16 nov. 2013 |                     | 25 gen. 2011 |
| 1-4          | Chiavenna-Varese    | 0-3          |
| 4-6          | Como-Pergine        | 4-11         |
| 10-4         | Feltre-Val di Sole  | 5-3          |
| 5-3          | Old Weasels-Bolzano | 3-2          |
| 4-2          | Trento-Ora          | 3-7          |
| 2-6          | Val Venosta-Alleghe | 2-9          |

| 10ª         | giornata                | 21ª          |
| 7 dic. 2013 |                         | 15 feb. 2014 |
| 4-3         | Bolzano-Varese          | 8-0          |
| 1-6         | Chiavenna-Old Weasels   | 0-8          |
| 0-2         | Como-Alleghe            | 0-5          |
| 3-4         | Feltre-Trento           | 4-5          |
| 3-0         | Ora-Pergine             | 4-1          |
| 2-5         | Val di Sole-Val Venosta | 2-5          |

| 2ª           | giornata              | 13ª          |
| 12 ott. 2013 |                       | 26 dic. 2013 |
| 3-0          | Alleghe-Varese        | 3-2          |
| 2-6          | Bolzano-Pergine       | 1-5          |
| 3-2          | Chiavenna-Val Venosta | 2-10         |
| 1-7          | Como-Ora              | 3-9          |
| 1-5          | Feltre-Old Weasels    | 5-6          |
| 0-14         | Val di Sole-Trento    | 1-8          |

| 5ª          | giornata                | 16ª          |
| 2 nov. 2013 |                         | 11 gen. 2014 |
| 7-5         | Alleghe-Bolzano         | 6-3          |
| 8-0         | Ora-Feltre              | 11-1         |
| 6-2         | Pergine-Varese          | 2-3          |
| 6-1         | Trento-Chiavenna        | 5-3          |
| 1-7         | Val di Sole-Old Weasels | 1-8          |
| 5-3         | Val Venosta-Como        | 6-6          |

| 8ª           | giornata                | 19ª         |
| 23 nov. 2013 |                         | 1 feb. 2014 |
| 7-1          | Bolzano-Chiavenna       | 12-2        |
| 3-2          | Como-Val di Sole        | 6-1         |
| 1-4          | Feltre-Varese           | 1-7         |
| 6-1          | Old Weasels-Val Venosta | 2-1         |
| 4-3          | Ora-Alleghe             | 2-7         |
| 5-3          | Pergine-Trento          | 2-2         |

| 11ª          | giornata              | 22ª          |
| 14 dic. 2013 |                       | 22 feb. 2014 |
| 6-2          | Alleghe-Trento        | 1-4          |
| 7-3          | Bolzano-Como          | 8-5          |
| 6-3          | Chiavenna-Val di Sole | 2-4          |
| 4-7          | Feltre-Pergine        | 0-10         |
| 0-4          | Old Weasels-Ora       | 2-4          |
| 2-4          | Val Venosta-Varese    | 5-4          |

| 3ª           | giornata            | 14ª          |
| 19 ott. 2013 |                     | 28 dic. 2013 |
| 4-7          | Chiavenna-Alleghe   | 0-5          |
| 3-2          | Feltre-Val Venosta  | 0-5          |
| 7-2          | Ora-Bolzano         | 5-2          |
| 4-1          | Pergine-Old Weasels | 7-3          |
| 5-1          | Trento-Como         | 6-3          |
| 12-1         | Varese-Val di Sole  | 0-2          |

| 6ª          | giornata            | 17ª          |
| 9 nov. 2013 |                     | 18 gen. 2014 |
| 10-1        | Alleghe-Feltre      | 5-2          |
| 4-4         | Bolzano-Trento      | 5-5          |
| 3-6         | Chiavenna-Como      | 2-5          |
| 4-3         | Ora-Val Venosta     | 6-0          |
| 0-9         | Val di Sole-Pergine | 4-7          |
| 3-2         | Varese-Old Weasels  | 2-2          |

| 9ª           | giornata            | 20ª         |
| 30 nov. 2013 |                     | 8 feb. 2014 |
| 7-1          | Alleghe-Val di Sole | 10-2        |
| 5-4          | Feltre-Bolzano      | 2-11        |
| 2-0          | Old Weasels-Como    | 4-3         |
| 5-0          | Pergine-Chiavenna   | 4-0         |
| 1-7          | Val Venosta-Trento  | 2-7         |
| 5-2          | Varese-Ora          | 2-2         |

### Classifica
| Pos. | Squadra        | Pt | G  | V  | N | P  | GF  | GS  | DR   |
| ---- | -------------- | -- | -- | -- | - | -- | --- | --- | ---- |
| 1.   | Alleghe        | 39 | 22 | 19 | 1 | 2  | 115 | 40  | +75  |
| 2.   | Aurora Frogs   | 37 | 22 | 18 | 1 | 3  | 139 | 42  | +97  |
| 3.   | Pergine        | 34 | 22 | 16 | 2 | 4  | 112 | 49  | +63  |
| 4.   | Adige Trento   | 33 | 22 | 15 | 3 | 4  | 112 | 62  | +50  |
| 5.   | Varese         | 26 | 22 | 12 | 2 | 8  | 85  | 64  | +21  |
| 6.   | Old Weasels    | 25 | 22 | 12 | 1 | 9  | 74  | 57  | +17  |
| 7.   | Bolzano Junior | 23 | 22 | 10 | 3 | 9  | 109 | 85  | +24  |
| 8.   | Val Venosta    | 14 | 22 | 6  | 2 | 14 | 68  | 94  | -26  |
| 9.   | Como           | 13 | 22 | 6  | 1 | 15 | 72  | 110 | -38  |
| 10.  | Feltreghiaccio | 12 | 22 | 6  | 0 | 16 | 60  | 127 | -67  |
| 11.  | Chiavenna      | 4  | 22 | 2  | 0 | 20 | 38  | 138 | -100 |
| 12.  | Val di Sole    | 4  | 22 | 2  | 0 | 20 | 39  | 155 | -116 |

Legenda:

      Ammesse ai playoff
Note:

Due punti a vittoria, un punto in caso di pareggio, zero a sconfitta.
Pergine-Chiavenna ed Alleghe-Chiavenna sono finite 5-0 a tavolino per la squadra di casa a seguito del forfait del Chiavenna.

## Playoff

### Tabellone
- Incontri al meglio delle tre gare: si qualifica la squadra che vince due incontri.
- La squadra con il miglior piazzamento in classifica disputa il primo ed il terzo incontro in casa.

|  | Quarti di finale | Quarti di finale | Quarti di finale | Quarti di finale | Quarti di finale |  |  | Semifinali | Semifinali   | Semifinali   | Semifinali   | Semifinali |   |   | Finale | Finale  | Finale | Finale | Finale |  |
|  |                  |                  |                  |                  |                  |  |  |            |              |              |              |            |   |   |        |         |        |        |        |  |
|  | 1                | Alleghe          | 6                | 1                | 10               |  |  |            |              |              |              |            |   |   |        |         |        |        |        |  |
|  | 8                | Val Venosta      | 1                | 4                | 2                |  |  | 1          | Alleghe      | Alleghe      | 2            | 6          |   |   |        |         |        |        |        |  |
|  | 4                | Adige Trento     | Adige Trento     | 5                | 3                |  |  | 4          | Adige Trento | Adige Trento | 1            | 0          |   |   |        |         |        |        |        |  |
|  | 5                | Varese           | Varese           | 2                | 2                |  |  |            |              |              |              |            |   |   | 1      | Alleghe | 4      | 3      | 4      |  |
|  | 2                | Aurora Frogs     | Aurora Frogs     | 4                | 4†               |  |  |            |              | 2            | Aurora Frogs | 2          | 4 | 1 |        |         |        |        |        |  |
|  | 7                | Bolzano Junior   | Bolzano Junior   | 2                | 3                |  |  | 2          | Aurora Frogs | Aurora Frogs | 4            | 6          |   |   |        |         |        |        |        |  |
|  | 3                | Pergine          | Pergine          | 3‡               | 7                |  |  | 3          | Pergine      | Pergine      | 0            | 2          |   |   |        |         |        |        |        |  |
|  | 6                | Old Weasels      | Old Weasels      | 2                | 2                |  |  |            |              |              |              |            |   |   |        |         |        |        |        |  |

†: partita terminata ai tempi supplementari; ‡: partita terminata ai tiri di rigore

### Quarti di finale
- Date:  28 febbraio, 3 marzo, 6 marzo 2014

| Squadra 1    | Totale | Squadra 2      | Gara 1   | Gara 2    | Gara 3 |
| ------------ | ------ | -------------- | -------- | --------- | ------ |
| Alleghe      | 2 - 1  | Val Venosta    | 6 - 1    | 1 - 4     | 10 - 2 |
| Adige Trento | 2 - 0  | Varese         | 5 - 2    | 3 - 2     | -      |
| Aurora Frogs | 2 - 0  | Bolzano Junior | 4 - 2    | 4 - 3 dts | -      |
| Pergine      | 2 - 0  | Old Weasels    | 3 - 2 dr | 7 - 2     | -      |

### Semifinali
- Date:  9 marzo, 13 marzo, 16 marzo 2014

| Squadra 1    | Totale | Squadra 2    | Gara 1 | Gara 2 | Gara 3 |
| ------------ | ------ | ------------ | ------ | ------ | ------ |
| Alleghe      | 2 - 0  | Adige Trento | 2 - 1  | 6 - 0  | -      |
| Aurora Frogs | 2 - 0  | Pergine      | 4 - 0  | 6 - 2  | -      |

### Finale
- Date:  20 marzo, 23 marzo, 28 marzo 2014

| Squadra 1 | Totale | Squadra 2    | Gara 1 | Gara 2 | Gara 3 |
| --------- | ------ | ------------ | ------ | ------ | ------ |
| Alleghe   | 2 - 1  | Aurora Frogs | 4 - 2  | 3 - 4  | 4 - 1  |

## Classifica finale
| Pos. | Squadra        |
| ---- | -------------- |
| 1    | Alleghe        |
| 2    | Aurora Frogs   |
| 3    | Pergine        |
| 4    | Adige Trento   |
| 5    | Varese         |
| 6    | Old Weasels    |
| 7    | Bolzano Junior |
| 8    | Val Venosta    |
| 9    | Como           |
| 10   | Feltreghiaccio |
| 11   | Chiavenna      |
| 12   | Val di Sole    |

## Verdetti
- Campione di Serie B: Alleghe Hockey (2º titolo)

| Campioni Serie B 2013-2014 Alleghe Hockey | Portieri: Gabriele Manfroi, Davide Fontanive Difensori: Diego Soppera, Alessio Bellenzier, Carlo Lorenzi, Igor Moretti, Simone Manfroi, Moreno Cadorin, Mirko Da Pian, Juri Ganz, Milos Ganz Attaccanti: Loris De Val, Diego Fontanive, Jari Pra Floriani, Alberto Fontanive, Davide Testori, Manuel Da Tos, Enrico Fontanive, Tiziano Franceschini, Patrick Tormen, Manuel De Toni, Manuel Nicolao, Mauro Vittuari, Alan Davare, Marco Lorenzini, Jari Monferone, Giovanni Benvegnù Staff Tecnico: Primo Fontanive (Allenatore), Alessandro Fontana (Ass. allenatore) |